# Marc Eyraud
Pour les articles homonymes, voir Eyraud.
Marc Eyraud est un acteur français, né le 1er mars 1924 à Saint-Étienne, et mort le 15 février 2005 à Banyuls-sur-Mer.
Il est le père de Jean-Baptiste Eyraud, militant du droit au logement.

## Biographie
Il a joué dans plus de quarante films avant de trouver le rôle de sa vie, à la télévision, pour lequel il reste dans la mémoire populaire, celui de l'inspecteur Ménardeau, adjoint du commissaire Cabrol, Jacques Debary dans Les Cinq Dernières Minutes et qu'il a tenu pendant 17 ans, de 1975 à 1992.
À noter qu'il joua une fois dans la première série des Cinq Dernières Minutes avec Raymond Souplex un rôle de gardien de la tour Eiffel, dans l'épisode La rose de fer en 1966.
Également animé d'une grande passion pour le théâtre où il fit une longue carrière qui débuta en 1945, il entama sa carrière cinématographique onze ans plus tard en 1956, jusqu'à sa dernière apparition à l'écran en 1981 dans Mille milliards de dollars. On le vit faire ses adieux à la télévision dans Victoire, ou la Douleur des femmes de Nadine Trintignant en 2000 et enfin dans un épisode de la série PJ en 2003. Au cinéma, il a tourné avec Jean-Pierre Melville, Jacques Deray, José Giovanni, Robert Enrico, André Hunebelle, Jean-Paul Le Chanois, Marc Allégret, Claude Autant-Lara, Luis Buñuel, Agnès Varda, Jacques Rivette, Henri Verneuil...
Marc Eyraud continua son métier de chauffeur de taxi tout en étant comédien, disant que cela le maintenait en contact avec la réalité quotidienne.
Il habita longtemps à Paris dans le 3e arrondissement qu'il quitta pour le Roussillon, un an avant sa disparition.

## Filmographie

### Cinéma
- 1956 : En effeuillant la marguerite de Marc Allégret
- 1958 : Les Misérables de Jean-Paul Le Chanois : Grantaire
- 1958 : Taxi, Roulotte et Corrida d'André Hunebelle
- 1960 : Le Cœur battant de Jacques Doniol-Valcroze
- 1960 : Le Mouton de Pierre Chevalier : le passant qui demande du feu
- 1961 : Par-dessus le mur de Jean-Paul Le Chanois : un père
- 1961 : Léon Morin, prêtre de Jean-Pierre Melville
- 1962 : Le Bureau des mariages de Yannick Bellon (court métrage)
- 1962 : La Dénonciation de Jacques Doniol-Valcroze : le metteur en scène
- 1963 : Ballade pour un voyou de Jean-Claude Bonnardot : le radiologue
- 1963 : Monsieur Satie de Alain Jomy - (court métrage) - Voix
- 1964 : Le Journal d'une femme de chambre de Luis Buñuel : le secrétaire du commissaire
- 1964 : Aimez-vous les femmes ? de Jean Léon
- 1965 : Beatrice de Jean-José Richer : Giacomo
- 1965 : Le Bonheur d'Agnès Varda
- 1965 : Les Grandes Gueules de Robert Enrico : l'éducateur
- 1966 : Suzanne Simonin, la Religieuse de Diderot de Jacques Rivette : le père Séraphin
- 1966 : Le Jardinier d'Argenteuil de Jean-Paul Le Chanois: le voisin de Tulipe
- 1967 : Lamiel de Jean Aurel : M. Hautemare
- 1967 : Lettre à Carla de Jean-José Richer : Giacomo
- 1967 : Belle de jour de Luis Buñuel : Barman
- 1969 : Les Patates de Claude Autant-Lara : Maurice
- 1970 : L'Aveu de Costa-Gavras : un politique
- 1971 : L'Araignée d'eau de Jean-Daniel Verhaeghe : Bernard
- 1971 : Traité du rossignol de Jean Fléchet : le cycliste
- 1971 : Ça n'arrive qu'aux autres de Nadine Trintignant
- 1971 : Boulevard du rhum de Robert Enrico : le toubib
- 1971 : Un peu de soleil dans l'eau froide de Jacques Deray : M. Rouargue
- 1972 : La Scoumoune de José Giovanni : Bonaventure
- 1973 : Défense de savoir de Nadine Trintignant
- 1974 : Borsalino & Co de Jacques Deray
- 1975 : Aloïse de Liliane de Kermadec : le père d'Aloïse
- 1975 : Le Gitan de José Giovanni : le médecin
- 1975 : Un sac de billes de Jacques Doillon : le curé du train
- 1976 : Comme un boomerang de José Giovanni : Andreï
- 1976 : Le Coup de grâce (Der Fangschuß) de Volker Schlöndorff : Dr Paul Rugen
- 1976 : Moi, Pierre Rivière, ayant égorgé ma mère, ma sœur et mon frère...  de René Allio : le curé
- 1977 : Le Gang de Jacques Deray : le prêtre
- 1977 : Le Passé simple de Michel Drach : Dr Mercier
- 1977 : La Menace d’Alain Corneau : le juge d'instruction Baron
- 1978 : Les Petits Câlins de Jean-Marie Poiré : le libraire
- 1978 : Perceval le Gallois d’Éric Rohmer : le roi Arthur
- 1981 : La Gueule du loup de Michel Léviant : le garagiste
- 1982 : Mille milliards de dollars d'Henri Verneuil : Sylvestre

### Télévision
- 1956 : En votre âme et conscience, épisode L'Affaire de Vaucroze de Jean Prat
- 1957 : L'Honorable Mr. Pepys
- 1958 : En votre âme et conscience :  Les Traditions du moment ou l'Affaire Fualdès de Claude Barma
- 1962 : L'inspecteur Leclerc enquête de Marcel Bluwal, épisode "L'Inconnu du téléphone"
- 1964 : Château en Suède : Gunther
- 1965 : Le Faiseur
- 1965 : Droit d'asile (farce-comédie d'André Thalassis), téléfilm de René Lucot : Spanatoia
- 1966 : Les Cinq Dernières Minutes, épisode La Rose de fer de Jean-Pierre Marchand
- 1967 : Valmy : Jean-Jacques Rousseau
- 1967 : Hedda Gabler de Raymond Rouleau
- 1967 : La Bien-aimée de Jacques Doniol-Valcroze  : le père de Mérode
- 1969 : Fortune (feuilleton) : Bidiwell
- 1969 : Que ferait donc Faber ? (feuilleton)
- 1969 : Sainte Jeanne de Claude Loursais
- 1970 : Sa majesté Alexandre
- 1971 : Des yeux, par milliers, braqués sur nous d'Alain Boudet
- 1972 : Pot-Bouille (feuilleton) : l'abbé Mauduit
- 1973 : L'École des femmes : Alain
- 1973 : Les Nouvelles Aventures de Vidocq, épisode "La bande à Vidocq" de Marcel Bluwal
- 1973 : Vogue la galère : le défroqué
- 1973 : La Belle au bois dormant : le roi, père du prince
- 1974 : L'Homme au contrat (série) : Abbé Listick
- 1974 : Plaies et bosses : Dooling
- 1975 : Une vieille maîtresse : le père Capelain
- 1975 : Splendeurs et misères des courtisanes (feuilleton) : le médecin au couvent
- 1976 : Première Neige de Claude Santelli : le fossoyeur
- 1976 : La Jalousie : M. de Coutufond
- 1978 : Les Grands procès témoins de leur temps: Le pain et le vin : Legeron
- 1981 : Ce fut un beau voyage : le chauffeur
- 1982 : Les Longuelune : Édouard
- 1986 : L'Affaire Marie Besnard : Auguste Massip
- 1986 : Le Tiroir secret (feuilleton)
- 1989 : Les Nuits révolutionnaires (feuilleton) : Mérigot, le libraire
- 1974 - 1992 : Les Cinq Dernières Minutes (série) : Inspecteur Lucien  Ménardeau
- 1994 : Tout feu, tout femme (série)
- 1985 : Maguy (série) : épisode "Infarctus et coutumes" (Norbert Lantier)
- 1995 : Machinations
- 2000 : Victoire, ou la Douleur des femmes (feuilleton) : le vieux de l'autocar
- 2003 : PJ de Marc Eisenchteter et Catherine Moinot : M. Sylvestre

### Liste des épisodes desCinq Dernières Minutesinterprétés par Marc Eyraud
- Le Lièvre blanc aux oreilles noires (première diffusion : 10 mai 1975)
- La Mémoire longue (première diffusion : 20 septembre 1975)
- Patte et Griffe (première diffusion : 15 novembre 1975)
- Le Collier d'épingles (première diffusion : 28 février 1976)
- Le Fil conducteur (première diffusion : 15 mai 1976)
- Les Petits d'une autre planète (première diffusion : 25 septembre 1976)
- Le Pied à l'étrier (première diffusion : 6 novembre 1976)
- Le Goût du pain (première diffusion : 22 janvier 1977)
- Une si jolie petite cure (première diffusion : 7 mai 1977)
- Châteaux en campagne (première diffusion : 16 juillet 1977)
- Nadine (première diffusion : 19 novembre 1977)
- Régis (première diffusion : 18 février 1978)
- Les Loges du crime (première diffusion : 27 mai 1978)
- Techniques douces (première diffusion : 8 juillet 1978)
- La Grande Truanderie (première diffusion : 23 septembre 1978)
- Mort à la criée (première diffusion : 20 janvier 1979)
- Nous entrerons dans la carrière (première diffusion : 19 mai 1979)
- Chassez le naturel (première diffusion : 13 octobre 1979)
- Du côte du bois de Boulogne (première diffusion : 26 janvier 1980)
- Un parfum d'angélique (première diffusion : 17 mai 1980)
- La Boule perdue (première diffusion : 27 septembre 1980)
- Le Retour des coulons (première diffusion : 28 février 1981)
- L'Écluse du temple (première diffusion : 9 mai 1981)
- Un cœur sur mesure (première diffusion : 25 juillet 1981)
- Paris le 15 août (première diffusion : 15 août 1981)
- Mort au bout du monde (première diffusion : 3 octobre 1981)
- Impasse des brouillards (première diffusion : 9 janvier 1982)
- La Tentation d'Antoine (première diffusion : 24 avril 1982)
- Les Pièges (première diffusion : 22 septembre 1982)
- Dynamite et Compagnie (première diffusion : 15 décembre 1982)
- À bout de course (première diffusion : 23 février 1983)
- Rouge marine (première diffusion : 4 mai 1983)
- Appelez-moi Boggy (première diffusion : 21 septembre 1983)
- La Chine à Paris (première diffusion : 12 octobre 1983)
- Meurtre sans pourboire (première diffusion : 11 janvier 1984)
- Deuil en caravane (première diffusion : 11 avril 1984)
- La Quadrature des cercles (première diffusion : 24 octobre 1984)
- Crime sur mégahertz (première diffusion : 9 janvier 1985)
- Meurtre à la baguette (première diffusion : 30 janvier 1985)
- Tendres pigeons (première diffusion : 24 avril 1985)
- Tilt (première diffusion : 25 septembre 1985)
- Histoire d'os (première diffusion : 13 novembre 1985)
- La Peau du rôle (première diffusion : 5 janvier 1987)
- Une paix royale (première diffusion : 2 février 1987)
- Claire obscure (première diffusion : 7 juin 1987)
- L'Amiral aux pieds nus (première diffusion : 20 septembre 1987)
- Mécomptes d'auteurs (première diffusion : 25 octobre 1987)
- Mort d'homme (première diffusion : 13 décembre 1987)
- Fais-moi cygne (première diffusion : 7 février 1988)
- Mystère et pommes de pin (première diffusion : 6 mars 1988)
- La Ballade de Ménardeau (première diffusion : 27 mars 1988)
- Un modèle du genre (première diffusion : 10 avril 1988)
- Le Fantôme de la Villette (première diffusion : 22 mai 1988)
- Crime blanc bleu (première diffusion : 19 juin 1988)
- Pour qui sonne le jazz (première diffusion : 9 octobre 1988)
- Dernier grand prix (première diffusion : 6 novembre 1988)
- Eh bien, chantez, maintenant ! (première diffusion : 15 janvier 1989)
- Ah ! mon beau château (première diffusion : 26 mars 1989)
- Mort d'orque (première diffusion : 11 juin 1989)
- La Mort aux truffes (première diffusion : 15 octobre 1989)
- Les chérubins ne sont pas des anges (première diffusion : 5 novembre 1989)
- Le Miroir aux alouettes (première diffusion : 7 janvier 1990)
- Saute qui peut (première diffusion : 18 mars 1990)
- Une beauté fatale (première diffusion : 27 mai 1990)
- Hallali (première diffusion : 12 août 1990)
- Sang à l'heure (première diffusion : 23 septembre 1990)
- Ça sent le sapin (première diffusion : 14 octobre 1990)
- Chiens de sang (première diffusion : 18 novembre 1990)
- Une mer bleue de sang (première diffusion : 24 mars 1991)
- Un mort sur le carreau (première diffusion : 30 juin 1991)
- Prête-moi ta plume ! (première diffusion : 24 novembre 1991)
- Le Baptême du feu (première diffusion : 23 février 1992)

## Théâtre
- 1945 : La Folle de Chaillot de Jean Giraudoux, mise en scène Louis Jouvet, Théâtre de l'Athénée
- 1954 : La Matinée d'un homme de lettres de Tania Balachova d'après Anton Tchekhov, mise en scène Tania Balachova, Théâtre de la Huchette
- 1954 : La Peur de Georges Soria, mise en scène Tania Balachova, Théâtre Monceau
- 1955 : Les Oiseaux de lune de Marcel Aymé, mise en scène André Barsacq, Théâtre de l'Atelier
- 1955 : Les Trois Sœurs d'Anton Tchekhov, mise en scène Sacha Pitoëff, Théâtre de l'Œuvre
- 1955 : Les Joyeuses Commères de Windsor de Shakespeare, mise en scène André Steigner, Festival de Bellac
- 1956 : Hedda Gabler de Henrik Ibsen, mise en scène Guy Suarès, Théâtre Franklin
- 1957 : L'Autre Alexandre de Marguerite Liberaki, mise en scène Claude Régy, Théâtre de l'Alliance française
- 1958 : L'Anniversaire de John Whiting, mise en scène Pierre Valde, Théâtre du Vieux-Colombier
- 1959 : Les Possédés d'Albert Camus d'après Fiodor Dostoïevski, mise en scène Albert Camus, Théâtre Antoine
- 1960 : Une demande en mariage de Simone Dubreuilh (d), mise en scène Michel de Ré, Théâtre de l'Alliance française
- 1961 : Les Nourrices de Romain Weingarten, mise en scène de l'auteur, Théâtre de Lutèce
- 1962 : La Cloison de Jean Savy, mise en scène René Dupuy, Théâtre de l'Alliance française
- 1962 : L'Idiot de Fiodor Dostoïevski, mise en scène Jean Gillibert, Théâtre Récamier
- 1962 : La Maison d'os de Roland Dubillard, mise en scène Arlette Reinerg, Théâtre de Lutèce
- 1963 : Oblomov de Ivan Gontcharov, mise en scène Marcel Cuvelier, Studio des Champs-Elysées
- 1963 : La Séparation de Claude Simon, mise en scène Nicole Kessel, Théâtre de Lutèce
- 1965 : L'Accusateur public de Fritz Hochwälder, mise en scène Claude Régy, Théâtre des Mathurins
- 1965 : Le Mariage forcé de Molière, mise en scène Philippine Pascal, Théâtre de l'Ambigu
- 1966 : Un ennemi du peuple d'Henrik Ibsen, mise en scène Pierre Valde, Théâtre de Colombes
- 1966 : Chant public devant deux chaises électriques d'Armand Gatti, mise en scène de l'auteur, TNP Théâtre de Chaillot
- 1967 : L'Été de Romain Weingarten, mise en scène Jean-François Adam, tournée
- 1968 : Miguel Manara d'Oscar Venceslas de Lubicz-Milosz, mise en scène Jean-François Rémi, Palais des Rois de Majorque Perpignan, Théâtre du Midi
- 1968 : Fragments et Les Chinois de Murray Schisgal, mise en scène Laurent Terzieff, Théâtre du Vieux-Colombier
- 1969 : Ce fou de Platonov d'Anton Tchekhov, mise en scène Bernard Jenny, Théâtre du Vieux-Colombier
- 1969 : La Valse des chiens de Leonid Andreïev, adaptation Laurent Terzieff, mise en scène Carlos Wittig, Théâtre du Vieux-Colombier
- 1970 : En attendant Godot de Samuel Beckett, mise en scène Roger Blin, Théâtre Récamier
- 1971 : La Cigogne d'Armand Gatti, mise en scène Pierre Debauche, Théâtre des Amandiers
- 1972 : Tueur sans gages d'Eugène Ionesco, mise en scène Jacques Mauclair, Théâtre de l'Alliance française
- 1980 : Elle est là de Nathalie Sarraute, mise en scène Claude Régy, Théâtre d'Orsay
- 1981 : Arsenic et vieilles dentelles de Joseph Kesselring, mise en scène Jacques Rosny, Théâtre de la Madeleine